# Oxira gaudens
Oxira gaudens là một loài bướm đêm trong họ Noctuidae.